# Paratanytarsus quintuplex
Paratanytarsus quintuplex är en tvåvingeart som beskrevs av Jean-Jacques Kieffer 1922. Paratanytarsus quintuplex ingår i släktet Paratanytarsus och familjen fjädermyggor.
Artens utbredningsområde är Tyskland. Inga underarter finns listade i Catalogue of Life.